# Дмитриј Баландин
Дмитриј Игоревич Баландин (рус. Дмитрий Игоревич Баландин; Алмати, 4. април 1995) казахстански је пливач чија специјалност су појединачне трке прсним стилом. Вишеструки је национални првак и рекордер, олимпијски победник из Рија, троструки првак Азијских игара и носилац највишег националног спортског признања „Заслужни мајстор спорта”. Баландин је први казахстански пливач у историји који је освојио олимпијску медаљу у том спорту.

## Спортска каријера
Дмитриј је рођен 1995. у тадашњој престоници казахстана, Алматију, у спортској породици. Његов отац Игор играо је одбојку, а мајка Татјана се бавила брзим клизањем. Пливањем је почео да се бави као осмогодишњи дечак 2003, да би пет година аксније добио спортску стипендију и почео да ради са професионалним тренерима. Годину дана касније наступио је по први пут на неком међународном такмичењу, победивши на јуниорском митингу у Јекатеринбургу. Године 2011. освојио је сребрну медаљу на првенству Азије за млађе категорије. 
Године 2012. такмичио се на светском јуниорском првенству, а потом и на светском првенству за сениоре у малим базенима. На сениорским светским првенствима у великим базенима дебитовао је у Барселони 2013. године. Први велики успех у сениорској каријери постигао је на Азијским играма 2014. у корејском Инчону где је, неочекивано, освојио три златне медаље у све три појединачне трке прсним стилом. Серију добрих резултата наставио је годину дана касније на Универзијади у Квангџуу, освојивши злато у трци на 100 и бронзу на 50 метара прсно.  
На светском првенству у Казању 2015. по први пут је успео да се пласира у финалне трке на 100 и 200 прсно, у којима иако није освојио медаљу, успео је да исплива квалификационе норме за своје прве Олимпијске игре.
На ЛОИ 2016. у Рију Баландин се прво пласирао у финале трке на 100 прсно у ком је заузео осмо место, да би потом као осмопласирани успео да избори финале и у трци на 200 прсно. У финалу трке на 200 метара Баландин је испливао време од 2:07,46 које му је донело златну олимпијксу медаљу, оставивши иза себе прве фаворите трке, актуелног светског првака Марка Коха и америчког пливача Кевина Кордеса. Била је то уједно и прва златна олимпијска медаља у историји казахстанског пливања.
Иако је на светско првенство у Будимпешти 2017. дошао као актуелни олимпијски победник, Баландин није успео да се пласира ни у једно од три могућа финале. Нешто боље резултате остварио је на првенству две године касније у Квангџуу на ком је освојио два седма места у финалима трка на 100 и 200 прсно, успевши уједно и да исплива норму за наступ на Олимпијским играма у Токију 2020. године.